# Zdravko Miljak
Zdravko Miljak (Vinkovci, Hrvatska, 11. rujna 1950.) je bivši hrvatski rukometaš.
Karijeru je počeo u mjesnom klubu Lokomotivi, nastavio u zagrebačkom Medveščaku, a nakon toga je otišao u inozemstvo. Prvo je bio u tršćanskom Cividinu, zatim u njemačkom Nettelstedtu, a od 1981. do 1985. u Gunzburgu. 1984. godine je bio najbolji strijelac njemačkog prvestnva. Postigao je na 25 utakmica 188 pogodaka, od čega 61 sa sedam metara. Dvije godine prije toga je bio drugim najboljim strijelcem lige iza Erharda Wunderlicha, zbog samo jednog pogotka manje.
Igrao je za jugoslavensku reprezentaciju.

Od velikih natjecanja, sudjelovao je na OI 1972. i OI 1976.

Na OI 1972. je osvojio zlatno odličje, odigravši svih šest susreta i postigavši sedam pogodaka, od toga tri u susretu protiv Čehoslovačke za zlato. Na OI 1976. u Montrealu je osvojio 5. mjesto, odigravši svih šest susreta i postigavši 30 pogodaka.
Nakon što je prestao igrati, prešao je u trenere. Trenirao je TSV Milbertshofen. 1990. godine ga je smijenio Vlado Stenzel.
Od Miljka potječe nadimak „Magier“ za Vladu Stenzela.
Danas živi u Zagrebu i Zadru. Predsjednik je RK Medveščaka.

## Vanjske poveznice
- Profil